# John Comyn, Lord of Badenoch (Adliger, † 1306)
Sir John Comyn, Lord of Badenoch (auch John Comyn (III), John Comyn the younger, John Comyn the son oder Red Comyn, † 10. Februar 1306 in Dumfries) war ein schottischer Magnat. Als Rivale von Robert Bruce spielte er während des Ersten Schottischen Unabhängigkeitskriegs eine wichtige politische Rolle.

## Herkunft und Besitzungen

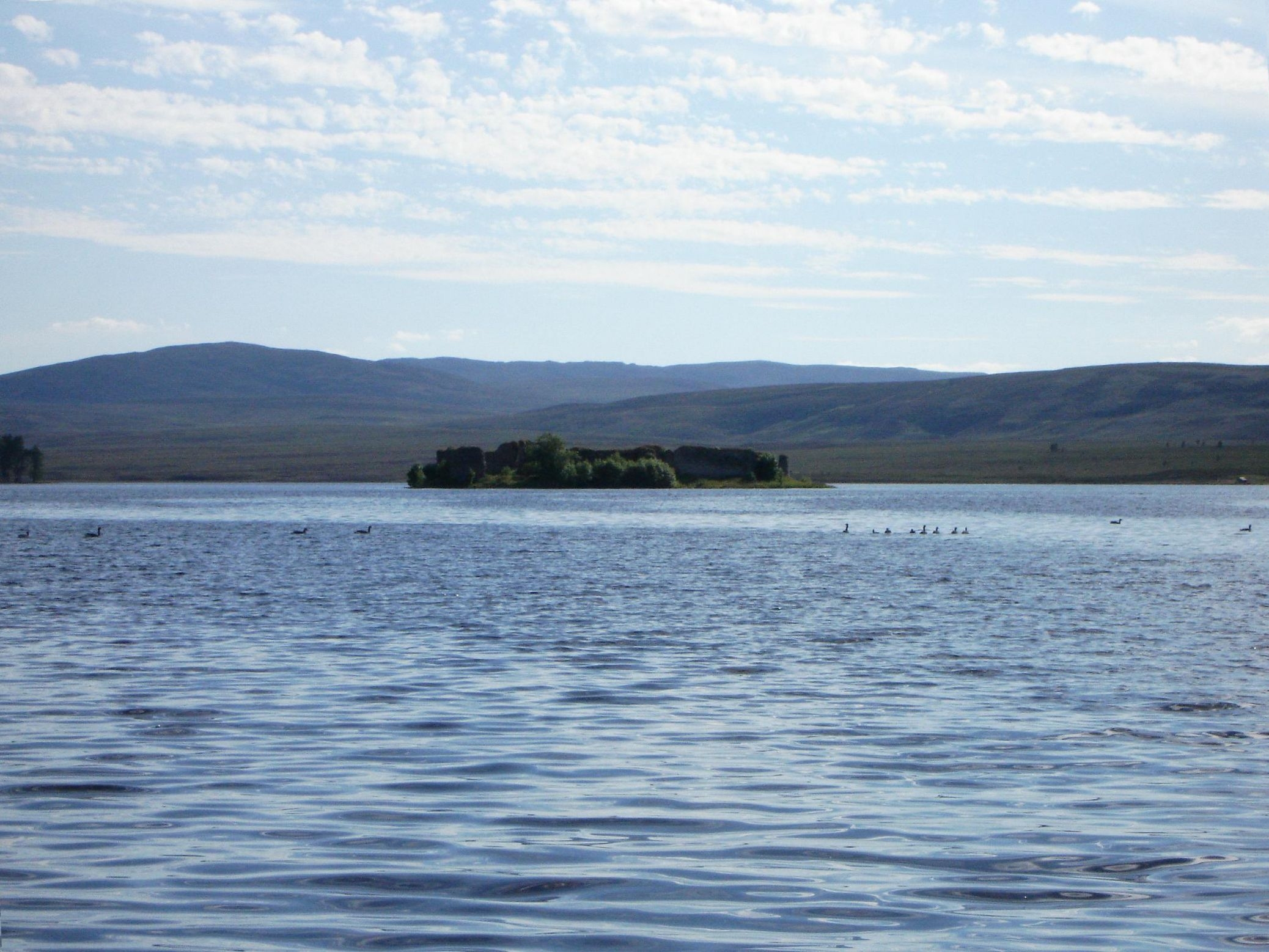
Das auf einer künstlichen Insel gelegenen Lochindorb Castle war eine der wichtigsten Burgen der Comyns of Badenoch

John Comyn entstammte dem schottischen Clan Comyn, der seit der Mitte des 13. Jahrhunderts die führende schottische Adelsfamilie war. Er war der älteste Sohn seines gleichnamigen Vaters John Comyn, Lord of Badenoch und von dessen Frau Eleanor (in schottischen Quellen Marjory), eine Schwester von John Balliol. Sein Vater war ein bedeutender Magnat mit umfangreichen Ländereien in Schottland und auch in England. Als Oberhaupt der Familie Comyn wurde sein Vater Red Comyn genannt. Sein Sohn John wurde zur Unterscheidung the younger oder the son genannt. 1290 war sein Vater einer der Anwärter auf den schottischen Thron, doch unterstützte er den Thronanspruch von John Balliol, der Ende 1291 neuer schottischer König wurde. Der jüngere John wurde von seinem Onkel John Balliol, vermutlich kurz nach dessen Thronbesteigung 1292 zum Ritter geschlagen. Zu seinen weiteren Verwandten gehörten sein Cousin John Comyn, 7. Earl of Buchan, den wichtigsten Adligen Nordostschottlands. Comyn hatte Joan de Valence, eine Tochter von William de Valence, 1. Earl of Pembroke geheiratet, einem Halbbruder des englischen Königs Heinrich III. Noch zu Lebzeiten seines Vaters erhielt er um 1295 die englischen Besitzungen Walwick, Thornton und Henshaw in Tynedale. Mit dem Tod seines Vaters um 1302 wurde er dessen Erbe und erbte die umfangreichen Ländereien, darunter Badenoch und Lochaber in den Highlands, Bedrule und Scraesburgh in Roxburghshire, Dalswinton in Dumfriesshire, Findogask und Ochtertyre in Perthshire, Machan im Clyde Valley, Lenzie und Kirkintilloch in Dunbartonshire. Neben diesen schottischen Ländereien besaß er noch Tarset und Thornton im englischen Tynedale und Ulseby in Lincolnshire. Lochindorb, Ruthven, Inverlochy und Blair Atholl Castle sicherten seinen nordschottischen Besitz, dazu besaß er Dalswinton Castle und möglicherweise noch kleinere Burgen in Machan und Kirkintilloch.

## Militär im Krieg gegen England
Als Verwandter und führender Unterstützer von König John Balliol spielte Comyn eine wichtige Rolle, als es im Streit um die englische Oberherrschaft Anfang 1296 zum Krieg gegen England kam. Zusammen mit sieben schottischen Earls, darunter der mit ihm verwandte John Comyn, 7. Earl of Buchan, überquerte er am 26. März von Annandale aus den Solway und unternahm einen Raubzug nach Nordengland. Sie brannten die Vororte von Carlisle nieder, doch ihr Angriff auf die Stadt selbst scheiterte. Zwei Wochen später war Comyn in Hexham Abbey, als das Kloster niedergebrannt wurde. Als die Schotten erfuhren, dass der englische König Eduard I. mit einem Heer im Anmarsch war, zogen sie sich nach Schottland zurück. Am 22. April nahm Comyn an der Rückeroberung von Dunbar Castle teil, doch als der englische König nach dem Sieg in der Schlacht bei Dunbar am 28. April die Übergabe der Burg erreichte, geriet Comyn zusammen mit zahlreichen anderen schottischen Adligen in Gefangenschaft und wurde als Geisel nach England gebracht. Seine Frau war bereits in England und hatte freies Geleit nach London erhalten, nachdem der englische König von Comyns Kampf auf schottischer Seite erfahren hatte, was er als bewaffnete Rebellion ansah. Eduard I. sorgte für den Unterhalt von Comyns Frau und ihren Kindern, während er selbst zusammen mit anderen schottischen Gefangenen in den Tower of London gebracht wurde. 1297 versprach Comyn, den englischen König im Krieg gegen Frankreich bei dessen Feldzug nach Flandern zu unterstützen, doch vor 1298 war er wieder in Schottland.

## Guardian of Scotland und Führer des schottischen Widerstands
Während des Kriegs hatte die englische Krone Comyns nordenglische Besitzungen beschlagnahmt, und durch die längere Gefangenschaft der führenden Mitglieder der Familie Comyn war ihre führende politische Stellung in Schottland nicht mehr unumstritten. Nach der erzwungenen Abdankung von John Balliol hatten James Stewart, Bischof Robert Wishart und William Wallace, der Anfang 1298 zum alleinigen Guardian of Scotland ernannt worden war, die politische Führung übernommen. Comyn unterstützte nach seiner Rückkehr vermutlich den weiteren schottischen Widerstand und gehörte am 22. Juli 1298 in der Schlacht von Falkirk der schottischen Reiterei an. Angesichts der englischen Überlegenheit sollen die schottischen Ritter vom Schlachtfeld geflohen sein, worauf die Engländer die Schotten entscheidend besiegen konnten. Angeblich soll Wallace die Comyns für die Niederlage mit verantwortlich gemacht haben, was aber nicht gesichert ist. Er legte auf jeden Fall nach der Niederlage sein Amt als Guardian nieder, worauf Comyn zusammen mit Robert Bruce das Amt übernahm. Zwischen Wallace und Comyn gab es aber mit Sicherheit Spannungen, und auch das Verhältnis zwischen Comyn und Bruce war schwierig. Während die Comyns in dem Thronfolgestreit nach dem Tod von König Alexander III. den Thronanspruch von John Balliol unterstützt hatten, hatte der Großvater von Bruce selbst die Krone beansprucht. Bereits im Dezember 1298 legte Comyn sein Amt als Guardian wieder nieder. Am 19. August 1299 kam es während einer Ratsversammlung in Peebles zum offenen Bruch zwischen den Unterstützern der Comyns und denen von Robert Bruce. John Comyn soll Bruce tätlich angegriffen haben, worauf Bischof William Lamberton von St Andrews neben Comyn und Bruce zum neuen Guardian gewählt wurde, um die beiden zu versöhnen. Dennoch kam es während eines schottischen Parlaments in Rutherglen 10. Mai 1300 zum neuen Bruch zwischen Comyn und Bruce. Comyn war mit Lamberton in Streit geraten und wollte nicht mehr länger mit ihm zusammen als Guardian dienen. Um Comyn und Lamberton im Amt zu halten, wurde nun Bruce aus dem Amt gedrängt und durch Ingram de Umfraville, einen Verwandten von John Balliol und Verbündeten der Comyns ersetzt. Dieses Bündnis löste sich aber zwischen Dezember 1300 und Mai 1301 wieder auf, worauf John de Soules zum alleinigen Guardian gewählt wurde. Nach dem Chronisten John Fordun soll Comyn dagegen bis 1304 ununterbrochen als Guardian gedient haben, und de Soules soll 1301 und 1302 auf ausdrücklichen Wunsch von John Balliol Comyn unterstützt haben. Im Herbst 1302 war Comyn alleiniger Guardian, als de Soules als Gesandter nach Frankreich reiste. Anfang 1303 war John Comyn offensichtlich der Führer des schottischen Widerstands gegen die englische Besetzung, denn am 24. Februar 1303 konnte eine Armee unter seiner Führung ein englisches Heer in der Schlacht von Roslin schlagen.

## Kapitulation des Widerstandes unter Comyn

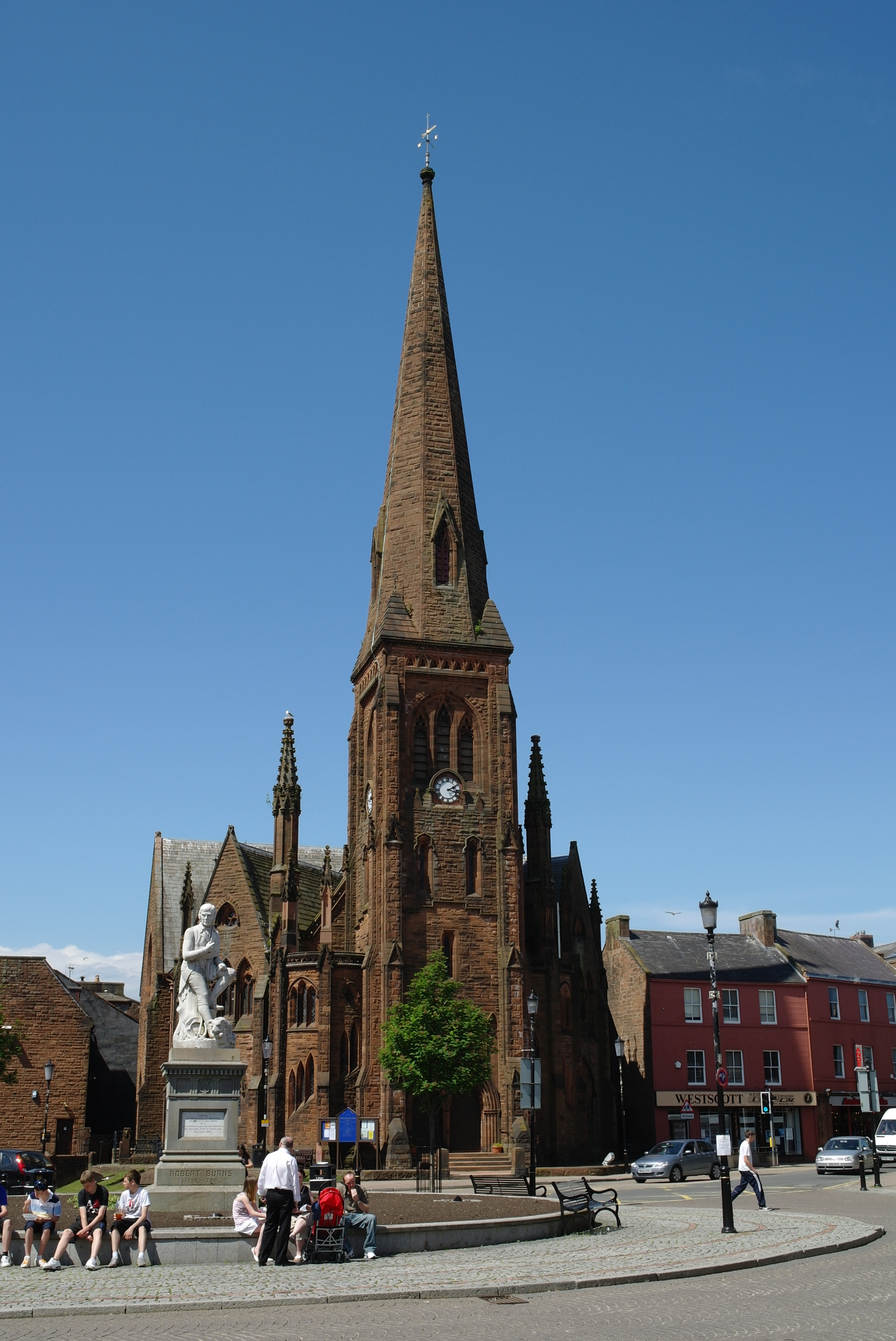
Die Greyfriars Church in Dumfries, in der Comyn ermordet wurde, wurde im 19. Jahrhundert neu errichtet

Nach diesem Sieg führte Comyn zusammen mit Simon Fraser mindestens bis Herbst 1303 einen Guerillakrieg gegen die englischen Besatzer in Südschottland. Der englische König führte daraufhin ab Sommer 1303 einen Vergeltungsfeldzug, bei dem er im Oktober 1303 Lochindorb Castle, eine der wichtigsten Burgen von Comyn besetzte. Angesichts dieser militärischen Überlegenheit wurde deutlich, dass die Schotten die Engländer nicht in offener Feldschlacht besiegen konnten. Da ihre französischen Verbündeten am 20. Mai 1303 einen Frieden mit England geschlossen hatten, hatten die schottischen Adligen keine Hoffnung mehr, den Krieg zu gewinnen. Am 6. Februar 1304 begann Comyn als alleiniger Guardian Kapitulationsverhandlungen mit dem Earl of Ulster, dem englischen Kommandanten im westlichen Schottland. Er weigerte sich, sich bedingungslos zu ergeben, und verlangte eine Amnestie für alle schottischen Kämpfer und die Rückgabe ihrer Ländereien. Dazu forderte er, dass die schottischen Gesetze, Gebräuche und Privilegien aus der Zeit von König Alexander III. weiter gültig seien. Tatsächlich willigten die Engländer ein, den Schotten ihre Ländereien zurückzugeben, doch sie verweigerten die Wiederherstellung des Rechts aus der Zeit vor dem schottischen Unabhängigkeitskrieg. Dazu verlangten sie, dass mehrere schottische Anführer zumindest zeitweise ins Exil gehen mussten, darunter Bischof Robert Wishart von Glasgow. John Comyn, Alexander Lindsay, David Graham und Simon Fraser wurde befohlen, William Wallace zu ergreifen und dem englischen König zu übergeben. Unter diesen Bedingungen ergaben sich die schottischen Barone mit Ausnahme von William Wallace, Simon Fraser und John de Soules am 9. Februar 1304 König Eduard I. Die Regierung von Schottland übernahm John of Brittany, ein Neffe des Königs, als dessen Statthalter. Er sollte von einem Rat beraten werden, dem zweiundzwanzig Schotten, darunter John Comyn und Robert Bruce angehörten.

## Ermordung
Trotz dieser Kapitulation war Schottland noch nicht endgültig befriedet. Der in Gefangenschaft geratene William Wallace wurde am 23. August 1305 zur Entrüstung der Schotten grausam hingerichtet. Die beiden weiterhin rivalisierenden führenden Adligen, John Comyn und Robert Bruce trafen sich am 10. Februar 1306 in der Greyfriars Church, der Kirche der Franziskanerniederlassung in Dumfries zu Gesprächen. Dabei tötete Bruce Comyn.
Zwischen Comyn und Bruce hatte mindestens seit 1286 eine Rivalität um die politische Vormacht in Schottland bestanden. Die Comyns unterdrückten 1286 und 1287 die Versuche von Robert de Brus, dem Großvater von Robert Bruce, die Krone zu beanspruchen. Stattdessen unterstützten sie den Thronanspruch von John Balliol und nach dessen Krönung dessen Regierung. Nach der erzwungenen Abdankung von Balliol konnte Comyn gegen Bruce die politische Führung zurückgewinnen und war damit das größte Hindernis für Bruce, die Krone zu erlangen. Comyn hatte als entfernter Nachfahre von König Donald III. selbst einen Anspruch auf den Thron gehabt, dazu galt er als Erbe von John Balliol. Die genauen Ursachen und der Ablauf der Tat sind aber bis heute umstritten.

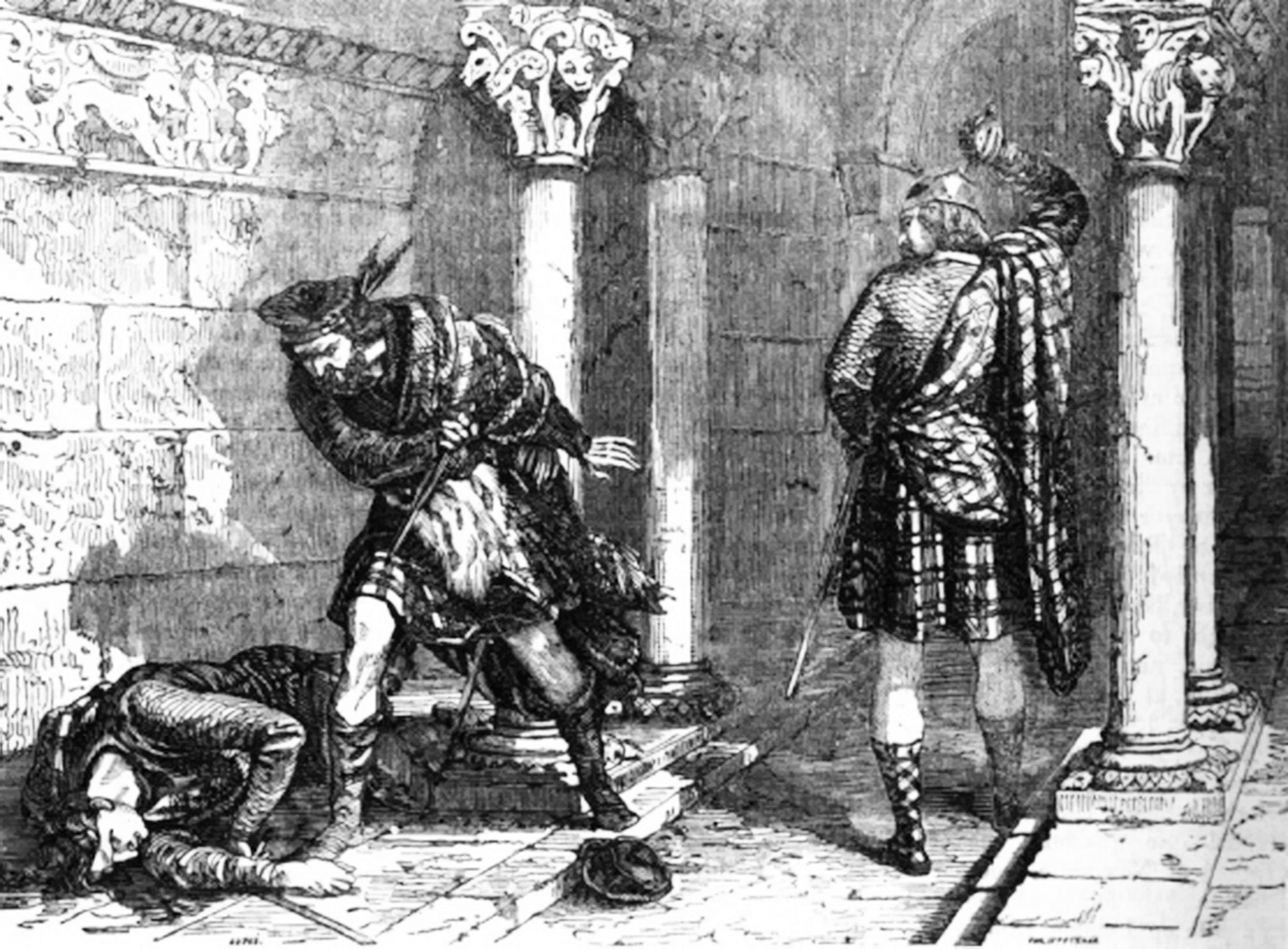
Die genauen Umstände der Ermordung Comyns sind bis heute umstritten. Diese historisierende Darstellung stammt aus dem 19. Jahrhundert.

### Schottische Version
Nach schottischen Berichten aus dem 14. und 15. Jahrhundert hatte Comyn zugestimmt, dass Bruce sich zum König erklären würde, im Gegenzug würde er die Besitzungen von Bruce erhalten. Dann hätte Comyn jedoch den Plan an Eduard I. verraten. Bruce hätte von dem Verrat erfahren und Comyn in Dumfries zur Rede gestellt. In dem folgenden Streit hätte Bruce dann Comyn und dessen Onkel Robert Comyn getötet.

### Englische Version
Die zeitgenössischen englischen Berichte von dem Mord gelten als zu Recht befangen, doch sie geben wie die Chronik von Walter of Guisborough ein anderes Bild ab. Nach Guisborough fürchtete Bruce, dass Comyn seinen Griff nach der schottischen Krone verhindern würde. Tatsächlich betonen Guisborough und andere englische Chronisten nachdrücklich, dass Comyn den Thronanspruch von Bruce als Verrat gegenüber den rechtmäßigen Anspruch von John Balliol bewertete. Nach den englischen Versionen der Tat sandte Bruce seine beiden Brüder Thomas und Nigel nach Dalswinton Castle, wo sie Comyn um ein Treffen in der Greyfriars Church in Dumfries baten. Der genaue Zweck des Treffens ist nicht bekannt, doch offensichtlich plante Bruce bereits, sich zum König zu erklären und den Widerstand gegen England wieder aufzunehmen. Nachdem das Treffen anfangs noch in freundschaftlicher Atmosphäre stattfand, beschuldigte Bruce dann Comyn, dass er ihn an den englischen König verraten würde. Die beiden Rivalen sollen sich dann gegenseitig des Verrats bezichtigt haben. Während des Streits griff Bruce dann mit einem Dolch Comyn an, worauf Gefolgsleute von Bruce Comyn dann mit Schwertern tödlich verwundeten. Bei dem Versuch, seinen Neffen zu verteidigen, wurde Comyns Onkel Robert Comyn von Christopher Seton getötet. Sowohl der schottischen und englischen Überlieferung nach lebte Comyn noch, als Bruce die Kirche verließ. Bruce kehrte nach Lochmaben Castle zurück, wo er seinen Verwandten James Lindsay und Roger Kirkpatrick berichtete, dass er vermutlich Comyn getötet hätte. Daraufhin seien Kirkpatrick und andere Anhänger von Bruce zu der Kirche geritten und hätten den schwer verwundeten Comyn ermordet, worauf sich das Motto der Kirkpatricks I mak siccar (broad scots: „Ich gehe auf Nummer sicher“) beziehen würde.

## Folgen
Die Tragweite von Comyns Ermordung wurde in Schottland und auch in England rasch erkannt. Nachdem Eduard I. zunächst noch gelassen auf die Nachricht reagiert hatte, ernannte er am 5. April 1306 seinen Vertrauten Aymer de Valence, den Schwager von Comyn, zum Statthalter von Schottland und stattete ihn mit weitreichenden Vollmachten aus. Bruce wurde wegen des Mords in einer Kirche von Papst Clemens V. mit dem Kirchenbann belegt. Er handelte nun rasch und ließ sich am 25. März zum schottischen König krönen. Nun musste er seinen Thronanspruch nicht nur gegen den englischen König verteidigen, sondern zudem in Schottland gegen die verbliebenen Mitglieder der Familie Comyn kämpfen und deren Stellung in Nordschottland brechen. Dies führte zu einem schottischen Bürgerkrieg zwischen Bruce und der Familie Comyn, den Bruce bis 1308 für sich entscheiden konnte. Die schottischen Ländereien der Comyns verteilte Bruce an seine Gefolgsleute.

## Nachkommen und Erbe
Comyn hatte mit seiner Frau Joan de Valence drei Kinder:
- John Comyn († 1314)
- Elizabeth Comyn ⚭ Richard Talbot, 2. Baron Talbot
- Joan Comyn ⚭ David Strathbogie, 10. Earl of Atholl

Seine Frau und seine Kinder flüchteten nach Comyns Ermordung nach England. Sein Erbe wurde sein Sohn John, der 1314 der englischen Armee angehörte, die in der Schlacht von Bannockburn eine entscheidende Niederlage erlitt. Comyns Sohn fiel in der Schlacht. Die Stellung der Familie Comyn in Schottland war damit endgültig verloren. Nach 1316 wurden die verbliebenen Besitzungen von John Comyn in England unter seinen Töchtern aufgeteilt.